# Bryan Cristante
Bryan Cristante (ur. 3 marca 1995 w San Vito al Tagliamento) – włoski piłkarz, występujący na pozycji pomocnika we włoskim klubie AS Roma oraz w reprezentacji Włoch. Zwycięzca Mistrzostw Europy 2020. Uczestnik Mistrzostw Europy 2024. Wychowanek włoskiego AC Milanu.

## Kariera klubowa
Cristante swoją karierę rozpoczął w klubie Sas Casarsa.
W 2011 roku został drużyny seniorskiej AC Milan, mając 16 lat i 278 dni. W dniu 1 września 2014 podpisał 5 letni kontrakt z SL Benfiką. W styczniu 2016 roku został wypożyczony do Palermo. W lipcu tego samego roku został wypożyczony do Delfino Pescara. W styczniu 2017 roku został wypożyczony do Atalanty Bergamo na półtora roku. W 2018 został zawodnikiem tego klubu. 2 lipca 2018 roku został wypożyczony do AS Roma. W połowie 2019 roku ostatecznie został zawodnikiem AS Romy. Kwota wyniosła 21 mln euro.
Posiada również obywatelstwo kanadyjskie

## Kariera reprezentacyjna
W reprezentacji Włoch zadebiutował w dniu 9 października 2017 roku przeciwko Macedonii